# کرم مصطفی‌یف
کرم مصطفی‌یف (ترکی آذربایجانی: Kərəm Nəriman oğlu Mustafayev؛ زادهٔ ۱ ژوئیهٔ ۱۹۶۲) فرد نظامی اهل اتحاد جماهیر شوروی سوسیالیستی و جمهوری آذربایجان است.
وی همچنین برندهٔ جوایزی همچون نشان پرچم آذربایجان شده‌است.